# Saison 2013 de la WTA
Cet article traite de la saison 2013 féminine. Pour la saison 2013 masculine, voir Saison 2013 de l'ATP.
Vainqueurs des tournois majeurs
Cette page rassemble les résultats de la saison 2013 de tennis féminin ou WTA Tour 2013 qui est constituée de 62 tournois répartis de la façon suivante :
- 58 sont organisés par la WTA :
  - les tournois WTA Premier : 4 Premier Mandatory (PREMIER*), 5 tournois Premier 5 et 12 tournois Premier ;
  - les tournois WTA International, au nombre de 30 ;
  - les tournois WTA 125, au nombre de 5 ;
  - le Masters ou WTA Tour Finals qui réunit les huit meilleures joueuses au classement WTA en fin de saison ;
  - le tournoi international des championnes qui regroupe les huit meilleures joueuses non qualifiées pour le Masters et ayant remporté au moins un tournoi de catégorie International.
- les 4 tournois du Grand Chelem.

À ces compétitions individuelles s'ajoutent 2 compétitions par équipes nationales organisées par l'ITF :
la Fed Cup et la Hopman Cup (compétition mixte qui n'attribue pas de points WTA).

## Nouveautés 2013
Le calendrier est disponible en anglais sur le site de la WTA,,.
- Deux nouveaux tournois sont ajoutés au calendrier : Shenzhen en Chine et Florianópolis au Brésil.
- Le Tournoi de Madrid, joué sur terre battue bleue en 2012, se jouera à nouveau sur terre battue rouge cette année.
- L'Open de Copenhague, est remplacé par l'Open de Katowice, en Pologne[4].
- L'Open de Barcelone, est remplacé par l'Open de Nuremberg et est déplacé en juin.
- Le Grand Prix du Maroc, joué à Fès depuis 2007 est déplacé à Marrakech.
- La finale dames de l'US Open, qui se jouait jusqu'ici le samedi soir en « Night Session », sera décalée d'une journée et se disputera désormais le dimanche[5].
- Le Masters se déroulera pour la dernière fois à Istanbul cette année. En effet, dès la saison prochaine ce sera la ville de Singapour qui accueillera le dernier tournoi de la saison, et ce jusqu'en 2018. L'année prochaine, le tournoi accueillera également pour la première fois les 8 meilleures équipes de double de la saison, contre 4 actuellement[6].

## Palmarès

### Simple
| No | Date       | Nom et lieu du tournoi                           | Catégorie | Dotation     | Surface         | Vainqueure           | Finaliste            | Score          |         |
| -- | ---------- | ------------------------------------------------ | --------- | ------------ | --------------- | -------------------- | -------------------- | -------------- | ------- |
| 1  | 31/12/2012 | Brisbane International, Brisbane                 | Premier   | 1 000 000 $  | Dur (ext.)      | Serena Williams      | A. Pavlyuchenkova    | 6-2, 6-1       | Tableau |
| 2  | 31/12/2012 | ASB Classic, Auckland                            | Intern'l  | 235 000 $    | Dur (ext.)      | Agnieszka Radwańska  | Yanina Wickmayer     | 6-4, 6-4       | Tableau |
| 3  | 31/12/2012 | Longgang Gemdale Open, Shenzhen                  | Intern'l  | 500 000 $    | Dur (ext.)      | Li Na                | Klára Zakopalová     | 6-3, 1-6, 7-5  | Tableau |
| 4  | 07/01/2013 | Apia International, Sydney                       | Premier   | 690 000 $    | Dur (ext.)      | Agnieszka Radwańska  | Dominika Cibulková   | 6-0, 6-0       | Tableau |
| 5  | 07/01/2013 | Moorilla International, Hobart                   | Intern'l  | 235 000 $    | Dur (ext.)      | Elena Vesnina        | Mona Barthel         | 6-3, 6-4       | Tableau |
| 6  | 14/01/2013 | Australian Open, Melbourne                       | G. Chelem | 13 712 772 $ | Dur (ext.)      | Victoria Azarenka    | Li Na                | 4-6, 6-4, 6-3  | Tableau |
| 7  | 28/01/2013 | Open GDF Suez, Paris                             | Premier   | 690 000 $    | Dur (int.)      | Mona Barthel         | Sara Errani          | 7-5, 7-64      | Tableau |
| 8  | 28/01/2013 | PTT Open, Pattaya                                | Intern'l  | 235 000 $    | Dur (ext.)      | Maria Kirilenko      | Sabine Lisicki       | 5-7, 6-1, 7-61 | Tableau |
| 9  | 11/02/2013 | Qatar Total Open 2013, Doha                      | Premier 5 | 2 369 000 $  | Dur (ext.)      | Victoria Azarenka    | Serena Williams      | 7-66, 2-6, 6-3 | Tableau |
| 10 | 11/02/2013 | Copa Bionaire, Cali                              | WTA 125   | 125 000 $    | Terre (ext.)    | Lara Arruabarrena    | Catalina Castaño     | 6-3, 6-2       | Tableau |
| 11 | 18/02/2013 | Duty Free Tennis Championships, Dubaï            | Premier   | 2 000 000 $  | Dur (ext.)      | Petra Kvitová        | Sara Errani          | 6-2, 1-6, 6-1  | Tableau |
| 12 | 18/02/2013 | XXI Copa Claro Colsanitas, Bogota                | Intern'l  | 235 000 $    | Terre (ext.)    | Jelena Janković      | Paula Ormaechea      | 6-1, 6-2       | Tableau |
| 13 | 18/02/2013 | US National Indoor Tennis Championships, Memphis | Intern'l  | 235 000 $    | Dur (int.)      | Marina Erakovic      | Sabine Lisicki       | 6-1, ab.       | Tableau |
| 14 | 25/02/2013 | BMW Malaysian Open, Kuala Lumpur                 | Intern'l  | 235 000 $    | Dur (ext.)      | Karolína Plíšková    | Bethanie Mattek      | 1-6, 7-5, 6-3  | Tableau |
| 15 | 25/02/2013 | Abierto Mexicano Telcel, Acapulco                | Intern'l  | 235 000 $    | Terre (ext.)    | Sara Errani          | Carla Suárez Navarro | 6-0, 6-4       | Tableau |
| 16 | 25/02/2013 | WTA Brasil Tennis Cup, Florianópolis             | Intern'l  | 235 000 $    | Dur (ext.)      | Monica Niculescu     | Olga Puchkova        | 6-2, 4-6, 6-4  | Tableau |
| 17 | 04/03/2013 | BNP Paribas Open, Indian Wells                   | PREMIER*  | 6 020 268 $  | Dur (ext.)      | Maria Sharapova      | Caroline Wozniacki   | 6-2, 6-2       | Tableau |
| 18 | 18/03/2013 | Sony Open Tennis, Miami                          | PREMIER*  | 5 185 625 $  | Dur (ext.)      | Serena Williams      | Maria Sharapova      | 4-6, 6-3, 6-0  | Tableau |
| 19 | 01/04/2013 | Family Circle Cup, Charleston                    | Premier   | 795 707 $    | Terre (ext.)    | Serena Williams      | Jelena Janković      | 3-6, 6-0, 6-2  | Tableau |
| 20 | 01/04/2013 | Whirlpool Monterrey Open, Monterrey              | Intern'l  | 235 000 $    | Dur (ext.)      | A. Pavlyuchenkova    | Angelique Kerber     | 4-6, 6-2, 6-4  | Tableau |
| 21 | 08/04/2013 | BNP Paribas Katowice Open, Katowice              | Intern'l  | 235 000 $    | Terre (int.)    | Roberta Vinci        | Petra Kvitová        | 7-62, 6-1      | Tableau |
| 22 | 22/04/2013 | Porsche Tennis Grand Prix, Stuttgart             | Premier   | 795 707 $    | Terre (int.)    | Maria Sharapova      | Li Na                | 6-4, 6-3       | Tableau |
| 23 | 22/04/2013 | GP Princesse Lalla Meryem, Marrakech             | Intern'l  | 235 000 $    | Terre (ext.)    | Francesca Schiavone  | Lourdes Domínguez    | 6-1, 6-3       | Tableau |
| 24 | 29/04/2013 | Portugal Open, Oeiras                            | Intern'l  | 235 000 $    | Terre (ext.)    | A. Pavlyuchenkova    | Carla Suárez Navarro | 7-5, 6-2       | Tableau |
| 25 | 06/05/2013 | Mutua Madrid Open, Madrid                        | PREMIER*  | 5 137 962 $  | Terre (ext.)    | Serena Williams      | Maria Sharapova      | 6-1, 6-4       | Tableau |
| 26 | 13/05/2013 | Internazionali BNL d'Italia, Rome                | Premier 5 | 2 369 000 $  | Terre (ext.)    | Serena Williams      | Victoria Azarenka    | 6-1, 6-3       | Tableau |
| 27 | 20/05/2013 | Brussels Open, Bruxelles                         | Premier   | 690 000 $    | Terre (ext.)    | Kaia Kanepi          | Peng Shuai           | 6-2, 7-5       | Tableau |
| 28 | 20/05/2013 | Internationaux de Strasbourg, Strasbourg         | Intern'l  | 235 000 $    | Terre (ext.)    | Alizé Cornet         | Lucie Hradecká       | 7-64, 6-0      | Tableau |
| 29 | 26/05/2013 | Roland-Garros, Paris                             | G. Chelem | 12 957 474 $ | Terre (ext.)    | Serena Williams      | Maria Sharapova      | 6-4, 6-4       | Tableau |
| 30 | 10/06/2013 | Nürnberger Versicherungscup, Nuremberg           | Intern'l  | 235 000 $    | Terre (ext.)    | Simona Halep         | Andrea Petkovic      | 6-3, 6-3       | Tableau |
| 31 | 10/06/2013 | Aegon Classic, Birmingham                        | Intern'l  | 235 000 $    | Gazon (ext.)    | Daniela Hantuchová   | Donna Vekić          | 7-65, 6-4      | Tableau |
| 32 | 17/06/2013 | AEGON International, Eastbourne                  | Premier   | 690 000 $    | Gazon (ext.)    | Elena Vesnina        | Jamie Hampton        | 6-2, 6-1       | Tableau |
| 33 | 16/06/2013 | Topshelf Open, Bois-le-Duc                       | Intern'l  | 235 000 $    | Gazon (ext.)    | Simona Halep         | Kirsten Flipkens     | 6-4, 6-2       | Tableau |
| 34 | 24/06/2013 | The Championships, Wimbledon                     | G. Chelem | 16 775 934 $ | Gazon (ext.)    | Marion Bartoli       | Sabine Lisicki       | 6-1, 6-4       | Tableau |
| 35 | 08/07/2013 | Hungarian Grand Prix, Budapest                   | Intern'l  | 235 000 $    | Terre (ext.)    | Simona Halep         | Yvonne Meusburger    | 6-3, 6-77, 6-1 | Tableau |
| 36 | 08/07/2013 | XXVI Italiacom Open, Palerme                     | Intern'l  | 235 000 $    | Terre (ext.)    | Roberta Vinci        | Sara Errani          | 6-3, 3-6, 6-3  | Tableau |
| 37 | 15/07/2013 | Collector Swedish Open, Båstad                   | Intern'l  | 235 000 $    | Terre (ext.)    | Serena Williams      | Johanna Larsson      | 6-4, 6-1       | Tableau |
| 38 | 15/07/2013 | Nürnberger Gastein Ladies, Bad Gastein           | Intern'l  | 235 000 $    | Terre (ext.)    | Yvonne Meusburger    | Andrea Hlaváčková    | 7-5, 6-2       | Tableau |
| 39 | 22/07/2013 | Bank of the West Classic, Stanford               | Premier   | 795 707 $    | Dur (ext.)      | Dominika Cibulková   | Agnieszka Radwańska  | 3-6, 6-4, 6-4  | Tableau |
| 40 | 22/07/2013 | Baku Cup, Bakou                                  | Intern'l  | 235 000 $    | Dur (ext.)      | Elina Svitolina      | Shahar Peer          | 6-4, 6-4       | Tableau |
| 41 | 29/07/2013 | Southern California Open, Carlsbad               | Premier   | 795 707 $    | Dur (ext.)      | Samantha Stosur      | Victoria Azarenka    | 6-2, 6-3       | Tableau |
| 42 | 29/07/2013 | Citi Open, Washington                            | Intern'l  | 235 000 $    | Dur (ext.)      | Magdaléna Rybáriková | Andrea Petkovic      | 6-4, 7-62      | Tableau |
| 43 | 05/08/2013 | Coupe Rogers, Toronto                            | Premier 5 | 2 369 000 $  | Dur (ext.)      | Serena Williams      | Sorana Cîrstea       | 6-2, 6-0       | Tableau |
| 44 | 05/08/2013 | Caoxijiu Suzhou Ladies Open, Suzhou              | WTA 125   | 125 000 $    | Dur (ext.)      | Shahar Peer          | Zheng Saisai         | 6-2, 2-6, 6-3  | Tableau |
| 45 | 12/08/2013 | Western & Southern Open, Cincinnati              | Premier 5 | 2 369 000 $  | Dur (ext.)      | Victoria Azarenka    | Serena Williams      | 2-6, 6-2, 7-66 | Tableau |
| 46 | 18/08/2013 | New Haven Open at Yale, New Haven                | Premier   | 690 000 $    | Dur (ext.)      | Simona Halep         | Petra Kvitová        | 6-2, 6-2       | Tableau |
| 47 | 26/08/2013 | US Open, Flushing Meadows                        | G. Chelem | 16 102 000 $ | Dur (ext.)      | Serena Williams      | Victoria Azarenka    | 7-5, 6-76, 6-1 | Tableau |
| 48 | 09/09/2013 | Tashkent Open, Tachkent                          | Intern'l  | 235 000 $    | Dur (ext.)      | Bojana Jovanovski    | Olga Govortsova      | 4-6, 7-5, 7-63 | Tableau |
| 49 | 09/09/2013 | Challenge Bell, Québec                           | Intern'l  | 235 000 $    | Moquette (int.) | Lucie Šafářová       | Marina Erakovic      | 6-4, 6-3       | Tableau |
| 50 | 16/09/2013 | KDB Korea Open, Séoul                            | Intern'l  | 500 000 $    | Dur (ext.)      | Agnieszka Radwańska  | A. Pavlyuchenkova    | 6-76, 6-3, 6-4 | Tableau |
| 51 | 16/09/2013 | GRC Bank Int'l Women's Open, Guangzhou           | Intern'l  | 500 000 $    | Dur (ext.)      | Zhang Shuai          | Vania King           | 7-61, 6-1      | Tableau |
| 52 | 22/09/2013 | Toray Pan Pacific Open, Tokyo                    | Premier 5 | 2 369 000 $  | Dur (ext.)      | Petra Kvitová        | Angelique Kerber     | 6-2, 0-6, 6-3  | Tableau |
| 53 | 22/09/2013 | Yinzhou Bank Women's Tennis Open, Ningbo         | WTA 125   | 125 000 $    | Dur (ext.)      | Bojana Jovanovski    | Zhang Shuai          | 6-77, 6-4, 6-1 | Tableau |
| 54 | 28/09/2013 | China Open, Pékin                                | PREMIER*  | 5 185 625 $  | Dur (ext.)      | Serena Williams      | Jelena Janković      | 6-2, 6-2       | Tableau |
| 55 | 07/10/2013 | Generali Ladies, Linz                            | Intern'l  | 235 000 $    | Dur (int.)      | Angelique Kerber     | Ana Ivanović         | 6-4, 7-66      | Tableau |
| 56 | 07/10/2013 | HP Japan Women's Open Tennis, Osaka              | Intern'l  | 235 000 $    | Dur (ext.)      | Samantha Stosur      | Eugenie Bouchard     | 3-6, 7-5, 6-2  | Tableau |
| 57 | 14/10/2013 | Kremlin Cup by Bank of Moscow, Moscou            | Premier   | 795 707 $    | Dur (int.)      | Simona Halep         | Samantha Stosur      | 7-61, 6-2      | Tableau |
| 58 | 14/10/2013 | BGL BNP Paribas Open, Luxembourg                 | Intern'l  | 235 000 $    | Dur (int.)      | Caroline Wozniacki   | Annika Beck          | 6-2, 6-2       | Tableau |
| 59 | 21/10/2013 | TEB BNP Paribas WTA Championships, Istanbul      | Masters   | 6 000 000 $  | Dur (int.)      | Serena Williams      | Li Na                | 2-6, 6-3, 6-0  | Tableau |
| 60 | 28/10/2013 | Garanti Koza WTA Tournament of Champions, Sofia  | Intern'l  | 750 000 $    | Dur (int.)      | Simona Halep         | Samantha Stosur      | 2-6, 6-2, 6-2  | Tableau |
| 61 | 28/10/2013 | Nanjing Ladies Open, Nankin                      | WTA 125   | 125 000 $    | Dur (ext.)      | Zhang Shuai          | Ayumi Morita         | 6-4, 0-0, ab.  | Tableau |
| 62 | 04/11/2013 | OEC Taipei WTA Ladies Open, Taïwan               | WTA 125   | 125 000 $    | Moquette (int.) | Alison Van Uytvanck  | Yanina Wickmayer     | 6-4, 6-2       | Tableau |

### Double
| No | Date       | Nom et lieu du tournoi                          | Catégorie | Dotation     | Surface         | Vainqueures                           | Finalistes                             | Score               |         |
| -- | ---------- | ----------------------------------------------- | --------- | ------------ | --------------- | ------------------------------------- | -------------------------------------- | ------------------- | ------- |
| 1  | 31/12/2012 | Brisbane International Brisbane                 | Premier   | 1 000 000 $  | Dur (ext.)      | Bethanie Mattek Sania Mirza           | Anna-Lena Grönefeld Květa Peschke      | 4-6, 6-4, [10-7]    | Tableau |
| 2  | 31/12/2012 | ASB Classic Auckland                            | Intern'l  | 235 000 $    | Dur (ext.)      | Cara Black Anastasia Rodionova        | Julia Görges Yaroslava Shvedova        | 2-6, 6-2, [10-5]    | Tableau |
| 3  | 31/12/2012 | Longgang Gemdale Open Shenzhen                  | Intern'l  | 500 000 $    | Dur (ext.)      | Chan Hao-ching Chan Yung-jan          | Irina Buryachok Valeria Solovieva      | 6-0, 7-5            | Tableau |
| 4  | 07/01/2013 | Apia International Sydney                       | Premier   | 690 000 $    | Dur (ext.)      | Nadia Petrova Katarina Srebotnik      | Sara Errani Roberta Vinci              | 6-3, 6-4            | Tableau |
| 5  | 07/01/2013 | Moorilla International Hobart                   | Intern'l  | 235 000 $    | Dur (ext.)      | Garbiñe Muguruza M. T. Torró Flor     | Tímea Babos Mandy Minella              | 6-3, 7-65           | Tableau |
| 6  | 14/01/2013 | Australian Open Melbourne                       | G. Chelem | 13 712 772 $ | Dur (ext.)      | Sara Errani Roberta Vinci             | Ashleigh Barty Casey Dellacqua         | 6-2, 3-6, 6-2       | Tableau |
| 7  | 28/01/2013 | Open GDF Suez Paris                             | Premier   | 690 000 $    | Dur (int.)      | Sara Errani Roberta Vinci             | Andrea Hlaváčková Liezel Huber         | 6-1, 6-1            | Tableau |
| 8  | 28/01/2013 | PTT Open Pattaya                                | Intern'l  | 235 000 $    | Dur (ext.)      | Kimiko Date-Krumm Casey Dellacqua     | Akgul Amanmuradova Alexandra Panova    | 6-3, 6-2            | Tableau |
| 9  | 11/02/2013 | Qatar Total Open 2013 Doha                      | Premier 5 | 2 369 000 $  | Dur (ext.)      | Sara Errani Roberta Vinci             | Nadia Petrova Katarina Srebotnik       | 2-6, 6-3, [10-6]    | Tableau |
| 10 | 11/02/2013 | Copa Bionaire Cali                              | WTA 125   | 125 000 $    | Terre (ext.)    | Catalina Castaño Mariana Duque Mariño | Florencia Molinero Teliana Pereira     | 3-6, 6-1, [10-5]    | Tableau |
| 11 | 18/02/2013 | Duty Free Tennis Championships Dubaï            | Premier   | 2 000 000 $  | Dur (ext.)      | Bethanie Mattek Sania Mirza           | Nadia Petrova Katarina Srebotnik       | 6-4, 2-6, [10-7]    | Tableau |
| 12 | 18/02/2013 | XXI Copa Claro Colsanitas Bogota                | Intern'l  | 235 000 $    | Terre (ext.)    | Tímea Babos Mandy Minella             | Eva Birnerová Alexandra Panova         | 6-4, 6-3            | Tableau |
| 13 | 18/02/2013 | US National Indoor Tennis Championships Memphis | Intern'l  | 235 000 $    | Dur (int.)      | Kristina Mladenovic Galina Voskoboeva | Sofia Arvidsson Johanna Larsson        | 7-65, 6-3           | Tableau |
| 14 | 25/02/2013 | BMW Malaysian Open Kuala Lumpur                 | Intern'l  | 235 000 $    | Dur (ext.)      | Shuko Aoyama Chang Kai-chen           | Janette Husárová Zhang Shuai           | 6-74, 7-64, [14-12] | Tableau |
| 15 | 25/02/2013 | Abierto Mexicano Telcel Acapulco                | Intern'l  | 235 000 $    | Terre (ext.)    | Lourdes Domínguez Arantxa Parra       | Catalina Castaño Mariana Duque Mariño  | 6-4, 7-61           | Tableau |
| 16 | 25/02/2013 | WTA Brasil Tennis Cup Florianópolis             | Intern'l  | 235 000 $    | Dur (ext.)      | Anabel Medina Yaroslava Shvedova      | Anne Keothavong Valeria Savinykh       | 6-0, 6-4            | Tableau |
| 17 | 04/03/2013 | BNP Paribas Open Indian Wells                   | PREMIER*  | 6 020 268 $  | Dur (ext.)      | Ekaterina Makarova Elena Vesnina      | Nadia Petrova Katarina Srebotnik       | 6-0, 5-7, [10-6]    | Tableau |
| 18 | 18/03/2013 | Sony Open Tennis Miami                          | PREMIER*  | 5 185 625 $  | Dur (ext.)      | Nadia Petrova Katarina Srebotnik      | Lisa Raymond Laura Robson              | 6-1, 7-62           | Tableau |
| 19 | 01/04/2013 | Family Circle Cup Charleston                    | Premier   | 795 707 $    | Terre (ext.)    | Kristina Mladenovic Lucie Šafářová    | Andrea Hlaváčková Liezel Huber         | 6-3, 7-66           | Tableau |
| 20 | 01/04/2013 | Whirlpool Monterrey Open Monterrey              | Intern'l  | 235 000 $    | Dur (ext.)      | Tímea Babos Kimiko Date-Krumm         | Eva Birnerová Tamarine Tanasugarn      | 6-1, 6-4            | Tableau |
| 21 | 08/04/2013 | BNP Paribas Katowice Open Katowice              | Intern'l  | 235 000 $    | Terre (int.)    | Lara Arruabarrena Lourdes Domínguez   | Raluca Olaru Valeria Solovieva         | 6-4, 7-5            | Tableau |
| 22 | 22/04/2013 | Porsche Tennis Grand Prix Stuttgart             | Premier   | 795 707 $    | Terre (int.)    | Mona Barthel Sabine Lisicki           | Bethanie Mattek Sania Mirza            | 6-4, 7-5            | Tableau |
| 23 | 22/04/2013 | GP Princesse Lalla Meryem Marrakech             | Intern'l  | 235 000 $    | Terre (ext.)    | Tímea Babos Mandy Minella             | Petra Martić Kristina Mladenovic       | 6-3, 6-1            | Tableau |
| 24 | 29/04/2013 | Portugal Open Oeiras                            | Intern'l  | 235 000 $    | Terre (ext.)    | Chan Hao-ching Kristina Mladenovic    | Darija Jurak Katalin Marosi            | 7-63, 6-2           | Tableau |
| 25 | 06/05/2013 | Mutua Madrid Open Madrid                        | PREMIER*  | 5 137 962 $  | Terre (ext.)    | A. Pavlyuchenkova Lucie Šafářová      | Cara Black Marina Erakovic             | 6-2, 6-4            | Tableau |
| 26 | 13/05/2013 | Internazionali BNL d'Italia Rome                | Premier 5 | 2 369 000 $  | Terre (ext.)    | Hsieh Su-wei Peng Shuai               | Sara Errani Roberta Vinci              | 4-6, 6-3, [10-8]    | Tableau |
| 27 | 20/05/2013 | Brussels Open Bruxelles                         | Premier   | 690 000 $    | Terre (ext.)    | Anna-Lena Grönefeld Květa Peschke     | Gabriela Dabrowski Shahar Peer         | 6-0, 6-3            | Tableau |
| 28 | 20/05/2013 | Internationaux de Strasbourg Strasbourg         | Intern'l  | 235 000 $    | Terre (ext.)    | Kimiko Date-Krumm Chanelle Scheepers  | Cara Black Marina Erakovic             | 6-4, 3-6, [14-12]   | Tableau |
| 29 | 26/05/2013 | Roland-Garros Paris                             | G. Chelem | 12 957 474 $ | Terre (ext.)    | Ekaterina Makarova Elena Vesnina      | Sara Errani Roberta Vinci              | 7-5, 6-2            | Tableau |
| 30 | 10/06/2013 | Nürnberger Versicherungscup Nuremberg           | Intern'l  | 235 000 $    | Terre (ext.)    | Raluca Olaru Valeria Solovieva        | Anna-Lena Grönefeld Květa Peschke      | 2-6, 7-63, [11-9]   | Tableau |
| 31 | 10/06/2013 | Aegon Classic Birmingham                        | Intern'l  | 235 000 $    | Gazon (ext.)    | Ashleigh Barty Casey Dellacqua        | Cara Black Marina Erakovic             | 7-5, 6-4            | Tableau |
| 32 | 17/06/2013 | AEGON International Eastbourne                  | Premier   | 690 000 $    | Gazon (ext.)    | Nadia Petrova Katarina Srebotnik      | Monica Niculescu Klára Zakopalová      | 6-3, 6-3            | Tableau |
| 33 | 16/06/2013 | Topshelf Open Bois-le-Duc                       | Intern'l  | 235 000 $    | Gazon (ext.)    | Irina-Camelia Begu Anabel Medina      | Dominika Cibulková Arantxa Parra       | 4-6, 7-63, [11-9]   | Tableau |
| 34 | 24/06/2013 | The Championships Wimbledon                     | G. Chelem | 16 775 934 $ | Gazon (ext.)    | Hsieh Su-wei Peng Shuai               | Ashleigh Barty Casey Dellacqua         | 7-61, 6-1           | Tableau |
| 35 | 08/07/2013 | Hungarian Grand Prix Budapest                   | Intern'l  | 235 000 $    | Terre (ext.)    | Andrea Hlaváčková Lucie Hradecká      | Nina Bratchikova Anna Tatishvili       | 6-4, 6-1            | Tableau |
| 36 | 08/07/2013 | XXVI Italiacom Open Palerme                     | Intern'l  | 235 000 $    | Terre (ext.)    | Kristina Mladenovic Katarzyna Piter   | Karolína Plíšková Kristýna Plíšková    | 6-1, 5-7, [10-8]    | Tableau |
| 37 | 15/07/2013 | Collector Swedish Open Båstad                   | Intern'l  | 235 000 $    | Terre (ext.)    | Anabel Medina Klára Zakopalová        | Alexandra Dulgheru Flavia Pennetta     | 6-1, 6-4            | Tableau |
| 38 | 15/07/2013 | Nürnberger Gastein Ladies Bad Gastein           | Intern'l  | 235 000 $    | Terre (ext.)    | Sandra Klemenschits Andreja Klepač    | Kristina Barrois Eléni Daniilídou      | 6-1, 6-4            | Tableau |
| 39 | 22/07/2013 | Bank of the West Classic Stanford               | Premier   | 795 707 $    | Dur (ext.)      | Raquel Kops-Jones Abigail Spears      | Julia Görges Darija Jurak              | 6-2, 7-64           | Tableau |
| 40 | 22/07/2013 | Baku Cup Bakou                                  | Intern'l  | 235 000 $    | Dur (ext.)      | Irina Buryachok Oksana Kalashnikova   | Eléni Daniilídou Aleksandra Krunić     | 4-6, 7-63, [10-4]   | Tableau |
| 41 | 29/07/2013 | Southern California Open Carlsbad               | Premier   | 795 707 $    | Dur (ext.)      | Raquel Kops-Jones Abigail Spears      | Chan Hao-ching Janette Husárová        | 6-4, 6-1            | Tableau |
| 42 | 29/07/2013 | Citi Open Washington                            | Intern'l  | 235 000 $    | Dur (ext.)      | Shuko Aoyama Vera Dushevina           | Eugenie Bouchard Taylor Townsend       | 6-3, 6-3            | Tableau |
| 43 | 05/08/2013 | Coupe Rogers Toronto                            | Premier 5 | 2 369 000 $  | Dur (ext.)      | Jelena Janković Katarina Srebotnik    | Anna-Lena Grönefeld Květa Peschke      | 5-7, 6-2, [10-6]    | Tableau |
| 44 | 05/08/2013 | Caoxijiu Suzhou Ladies Open Suzhou              | WTA 125   | 125 000 $    | Dur (ext.)      | Tímea Babos Michaëlla Krajicek        | Han Xinyun Eri Hozumi                  | 6-2, 6-2            | Tableau |
| 45 | 12/08/2013 | Western & Southern Open Cincinnati              | Premier 5 | 2 369 000 $  | Dur (ext.)      | Hsieh Su-wei Peng Shuai               | Anna-Lena Grönefeld Květa Peschke      | 2-6, 6-3, [12-10]   | Tableau |
| 46 | 18/08/2013 | New Haven Open at Yale New Haven                | Premier   | 690 000 $    | Dur (ext.)      | Sania Mirza Zheng Jie                 | Anabel Medina Katarina Srebotnik       | 6-3, 6-4            | Tableau |
| 47 | 26/08/2013 | US Open Flushing Meadows                        | G. Chelem | 16 102 000 $ | Dur (ext.)      | Andrea Hlaváčková Lucie Hradecká      | Ashleigh Barty Casey Dellacqua         | 6-74, 6-1, 6-4      | Tableau |
| 48 | 09/09/2013 | Tashkent Open Tachkent                          | Intern'l  | 235 000 $    | Dur (ext.)      | Tímea Babos Yaroslava Shvedova        | Olga Govortsova Mandy Minella          | 6-3, 6-3            | Tableau |
| 49 | 09/09/2013 | Challenge Bell Québec                           | Intern'l  | 235 000 $    | Moquette (int.) | Alla Kudryavtseva Anastasia Rodionova | Andrea Hlaváčková Lucie Hradecká       | 6-4, 6-3            | Tableau |
| 50 | 16/09/2013 | KDB Korea Open Séoul                            | Intern'l  | 500 000 $    | Dur (ext.)      | Chan Chin-wei Xu Yifan                | Raquel Kops-Jones Abigail Spears       | 7-5, 6-3            | Tableau |
| 51 | 16/09/2013 | GRC Bank Int'l Women's Open Guangzhou           | Intern'l  | 500 000 $    | Dur (ext.)      | Hsieh Su-wei Peng Shuai               | Vania King Galina Voskoboeva           | 6-3, 4-6, [12-10]   | Tableau |
| 52 | 22/09/2013 | Toray Pan Pacific Open Tokyo                    | Premier 5 | 2 369 000 $  | Dur (ext.)      | Cara Black Sania Mirza                | Chan Hao-ching Liezel Huber            | 4-6, 6-0, [11-9]    | Tableau |
| 53 | 22/09/2013 | Yinzhou Bank Women's Tennis Open Ningbo         | WTA 125   | 125 000 $    | Dur (ext.)      | Chan Yung-jan Zhang Shuai             | Irina Buryachok Oksana Kalashnikova    | 6-2, 6-1            | Tableau |
| 54 | 28/09/2013 | China Open Pékin                                | PREMIER*  | 5 185 625 $  | Dur (ext.)      | Cara Black Sania Mirza                | Vera Dushevina Arantxa Parra           | 6-2, 6-2            | Tableau |
| 55 | 07/10/2013 | Generali Ladies Linz                            | Intern'l  | 235 000 $    | Dur (int.)      | Karolína Plíšková Kristýna Plíšková   | Gabriela Dabrowski Alicja Rosolska     | 7-66, 6-4           | Tableau |
| 56 | 07/10/2013 | HP Japan Women's Open Tennis Osaka              | Intern'l  | 235 000 $    | Dur (ext.)      | Kristina Mladenovic Flavia Pennetta   | Samantha Stosur Zhang Shuai            | 6-4, 6-3            | Tableau |
| 57 | 14/10/2013 | Kremlin Cup by Bank of Moscow Moscou            | Premier   | 795 707 $    | Dur (int.)      | Svetlana Kuznetsova Samantha Stosur   | Alla Kudryavtseva Anastasia Rodionova  | 6-1, 1-6, [10-8]    | Tableau |
| 58 | 14/10/2013 | BGL BNP Paribas Open Luxembourg                 | Intern'l  | 235 000 $    | Dur (int.)      | Stephanie Vogt Yanina Wickmayer       | Kristina Barrois Laura Thorpe          | 7-62, 6-4           | Tableau |
| 59 | 21/10/2013 | TEB BNP Paribas WTA Championships Istanbul      | Masters   | 6 000 000 $  | Dur (int.)      | Hsieh Su-wei Peng Shuai               | Ekaterina Makarova Elena Vesnina       | 6-4, 7-5            | Tableau |
| 60 | 28/10/2013 | Nanjing Ladies Open Nankin                      | WTA 125   | 125 000 $    | Dur (ext.)      | Misaki Doi Xu Yifan                   | Yaroslava Shvedova Zhang Shuai         | 6-1, 6-4            | Tableau |
| 61 | 04/11/2013 | OEC Taipei WTA Ladies Open Taïwan               | WTA 125   | 125 000 $    | Moquette (int.) | Caroline Garcia Yaroslava Shvedova    | Anna-Lena Friedsam Alison Van Uytvanck | 6-3, 6-3            | Tableau |

### Double mixte
| No | Date       | Nom et lieu du tournoi       | Catégorie | Dotation     | Surface      | Vainqueures                       | Finalistes                        | Score            |         |
| -- | ---------- | ---------------------------- | --------- | ------------ | ------------ | --------------------------------- | --------------------------------- | ---------------- | ------- |
| 1  | 29/12/2012 | Hyundai Hopman Cup XXV Perth | ITF       | 1 000 000 $  | Dur (int.)   | Anabel Medina Fernando Verdasco   | Ana Ivanović Novak Djokovic       | 2 matchs à 1     | Tableau |
| 2  | 14/01/2013 | Australian Open Melbourne    | G. Chelem | 13 712 772 $ | Dur (ext.)   | Jarmila Gajdošová Matthew Ebden   | Lucie Hradecká František Čermák   | 6-3, 7-5         | Tableau |
| 3  | 26/05/2013 | Roland-Garros Paris          | G. Chelem | 12 957 474 $ | Terre (ext.) | Lucie Hradecká František Čermák   | Kristina Mladenovic Daniel Nestor | 1-6, 6-4, [10-6] | Tableau |
| 4  | 24/06/2013 | The Championships Wimbledon  | G. Chelem | 16 775 934 $ | Gazon (ext.) | Kristina Mladenovic Daniel Nestor | Lisa Raymond Bruno Soares         | 5-7, 6-2, 8-6    | Tableau |
| 5  | 26/08/2013 | US Open Flushing Meadows     | G. Chelem | 16 102 000 $ | Dur (ext.)   | Andrea Hlaváčková Max Mirnyi      | Abigail Spears Santiago González  | 7-65, 6-3        | Tableau |

## Classements de fin de saison
| Rang | Joueuse              |
| ---- | -------------------- |
| 1    | Serena Williams      |
| 2    | Victoria Azarenka    |
| 3    | Li Na                |
| 4    | Maria Sharapova      |
| 5    | Agnieszka Radwańska  |
| 6    | Petra Kvitová        |
| 7    | Sara Errani          |
| 8    | Jelena Janković      |
| 9    | Angelique Kerber     |
| 10   | Caroline Wozniacki   |
| 11   | Simona Halep         |
| 12   | Sloane Stephens      |
| 13   | Marion Bartoli       |
| 14   | Roberta Vinci        |
| 15   | Sabine Lisicki       |
| 16   | Ana Ivanović         |
| 17   | Carla Suárez Navarro |
| 18   | Samantha Stosur      |
| 19   | Maria Kirilenko      |
| 20   | Kirsten Flipkens     |

| Rang | Joueuse             |
| ---- | ------------------- |
| 1    | Sara Errani         |
| 1    | Roberta Vinci       |
| 3    | Hsieh Su-wei        |
| 4    | Peng Shuai          |
| 5    | Elena Vesnina       |
| 6    | Katarina Srebotnik  |
| 7    | Ekaterina Makarova  |
| 8    | Nadia Petrova       |
| 9    | Sania Mirza         |
| 10   | Casey Dellacqua     |
| 11   | Andrea Hlaváčková   |
| 12   | Ashleigh Barty      |
| 13   | Cara Black          |
| 14   | Lucie Hradecká      |
| 15   | Anna-Lena Grönefeld |
| 16   | Květa Peschke       |
| 17   | Zheng Jie           |
| 18   | Lucie Šafářová      |
| 19   | Kristina Mladenovic |
| 20   | Jelena Janković     |

## Fed Cup
| Italie - Russie - 4 : 0 Tennis Club Cagliari, Cagliari, Italie 02 - 3 novembre, Terre (ext.) |                             |                                       |                  |
| 7                                                                                            | Roberta Vinci               | Alexandra Panova                      | 5-7, 7-5, 8-6    |
| 7                                                                                            | Sara Errani                 | Irina Khromacheva                     | 6-1, 6-4         |
| 7                                                                                            | Sara Errani                 | Alisa Kleybanova                      | 6-1, 6-1         |
| 7                                                                                            | Roberta Vinci               | Irina Khromacheva                     | Non joué         |
| 7                                                                                            | Karin Knapp Flavia Pennetta | Margarita Gasparyan Irina Khromacheva | 4-6, 6-2, [10-4] |

## Informations statistiques

### En simple
| Joueuse                  | Nombre | Titres                                                                                            |
| ------------------------ | ------ | ------------------------------------------------------------------------------------------------- |
| Serena Williams          | 11     | Brisbane, Miami, Charleston, Madrid, Rome, Roland-Garros Båstad, Toronto, US Open, Pékin, Masters |
| Simona Halep             | 6      | Nuremberg, Bois-le-Duc, Budapest, New Haven, Moscou, Sofia                                        |
| Victoria Azarenka        | 3      | Australian Open, Doha, Cincinnati                                                                 |
| Agnieszka Radwańska      | 3      | Auckland, Sydney, Séoul                                                                           |
| Bojana Jovanovski        | 2      | Tachkent, Ningbo                                                                                  |
| Petra Kvitová            | 2      | Dubaï, Tokyo                                                                                      |
| Anastasia Pavlyuchenkova | 2      | Monterrey, Estoril                                                                                |
| Maria Sharapova          | 2      | Indian Wells, Stuttgart                                                                           |
| Samantha Stosur          | 2      | Carlsbad, Open du Japon                                                                           |
| Elena Vesnina            | 2      | Hobart, Eastbourne                                                                                |
| Roberta Vinci            | 2      | Katowice, Palerme                                                                                 |
| Zhang Shuai              | 2      | Guangzhou, Nankin                                                                                 |

| Joueuse             | Début de carrière | Premier tournoi |
| ------------------- | ----------------- | --------------- |
| Marina Eraković     | 2006              | Memphis         |
| Simona Halep        | 2009              | Nuremberg       |
| Yvonne Meusburger   | 1999              | Bad Gastein     |
| Monica Niculescu    | 2002              | Florianópolis   |
| Karolína Plíšková   | 2009              | Kuala Lumpur    |
| Elina Svitolina     | 2010              | Bakou           |
| Alison Van Uytvanck | 2010              | Taïwan          |
| Elena Vesnina       | 2002              | Hobart          |
| Zhang Shuai         | 2004              | Guangzhou       |

| Pays             | Nombre | Titres                                                                                             |
| ---------------- | ------ | -------------------------------------------------------------------------------------------------- |
| États-Unis       | 11     | Brisbane, Miami, Charleston, Madrid, Rome, Roland-Garros, Båstad, Toronto, US Open, Pékin, Masters |
| Roumanie         | 7      | Florianópolis, Nuremberg, Bois-le-Duc, Budapest, New Haven, Moscou, Sofia                          |
| Russie           | 7      | Hobart, Pattaya, Indian Wells, Monterrey, Stuttgart, Estoril, Eastbourne                           |
| Italie           | 4      | Acapulco, Katowice, Marrakech, Palerme                                                             |
| Tchéquie         | 4      | Dubaï, Kuala Lumpur, Québec, Tokyo                                                                 |
| Biélorussie      | 3      | Australian Open, Doha, Cincinnati                                                                  |
| Chine            | 3      | Shenzhen, Guangzhou, Nankin                                                                        |
| Pologne          | 3      | Auckland, Sydney, Séoul                                                                            |
| Serbie           | 3      | Bogota, Tachkent, Ningbo                                                                           |
| Slovaquie        | 3      | Birmingham, Stanford, Washington                                                                   |
| Allemagne        | 2      | Paris, Linz                                                                                        |
| Australie        | 2      | Carlsbad, Open du Japon                                                                            |
| France           | 2      | Strasbourg, Wimbledon                                                                              |
| Autriche         | 1      | Bad Gastein                                                                                        |
| Belgique         | 1      | Taïwan                                                                                             |
| Danemark         | 1      | Luxembourg                                                                                         |
| Espagne          | 1      | Cali                                                                                               |
| Estonie          | 1      | Bruxelles                                                                                          |
| Israël           | 1      | Suzhou                                                                                             |
| Nouvelle-Zélande | 1      | Memphis                                                                                            |
| Ukraine          | 1      | Bakou                                                                                              |

| Pays             | Nombre |
| ---------------- | ------ |
| États-Unis       | 6      |
| Tchéquie         | 4      |
| Roumanie         | 4      |
| Russie           | 4      |
| Biélorussie      | 3      |
| Chine            | 3      |
| Pologne          | 3      |
| Allemagne        | 2      |
| Australie        | 2      |
| Serbie           | 2      |
| Slovaquie        | 2      |
| Danemark         | 1      |
| Israël           | 1      |
| Nouvelle-Zélande | 1      |
| Ukraine          | 1      |

| Pays       | Nombre |
| ---------- | ------ |
| États-Unis | 5      |
| Italie     | 4      |
| Roumanie   | 2      |
| Russie     | 2      |
| Autriche   | 1      |
| Espagne    | 1      |
| Estonie    | 1      |
| France     | 1      |
| Serbie     | 1      |

| Pays      | Nombre |
| --------- | ------ |
| France    | 1      |
| Roumanie  | 1      |
| Russie    | 1      |
| Slovaquie | 1      |

| Pays     | Nombre |
| -------- | ------ |
| Belgique | 1      |

### En double
| Joueuse                 | Nombre | Titres                                          |
| ----------------------- | ------ | ----------------------------------------------- |
| Tímea Babos             | 5      | Bogota, Monterrey, Marrakech, Suzhou, Tachkent  |
| Sania Mirza             | 5      | Brisbane, Dubaï, New Haven, Tokyo, Pékin        |
| Kristina Mladenovic     | 5      | Memphis, Charleston, Estoril, Palerme, Osaka    |
| Hsieh Su-wei            | 5      | Rome, Wimbledon, Cincinnati, Guangzhou, Masters |
| Peng Shuai              | 5      | Rome, Wimbledon, Cincinnati, Guangzhou, Masters |
| Katarina Srebotnik      | 4      | Sydney, Miami, Eastbourne, Toronto              |
| Sara Errani             | 3      | Australian Open, Paris, Doha                    |
| Roberta Vinci           | 3      | Australian Open, Paris, Doha                    |
| Nadia Petrova           | 3      | Sydney, Miami, Eastbourne                       |
| Kimiko Date-Krumm       | 3      | Pattaya, Monterrey, Strasbourg                  |
| Anabel Medina Garrigues | 3      | Florianópolis, Bois-le-Duc, Båstad              |
| Mandy Minella           | 3      | Bogota, Monterrey, Marrakech                    |
| Cara Black              | 3      | Auckland, Tokyo, Pékin                          |
| Yaroslava Shvedova      | 3      | Florianópolis, Tachkent, Taïwan                 |
| Ekaterina Makarova      | 2      | Indian Wells, Roland-Garros                     |
| Elena Vesnina           | 2      | Indian Wells, Roland-Garros                     |
| Andrea Hlaváčková       | 2      | Budapest, US Open                               |
| Lucie Hradecká          | 2      | Budapest, US Open                               |
| Bethanie Mattek-Sands   | 2      | Brisbane, Dubaï                                 |
| Lourdes Domínguez Lino  | 2      | Acapulco, Katowice                              |
| Chan Hao-ching          | 2      | Shenzhen, Estoril                               |
| Casey Dellacqua         | 2      | Pattaya, Birmingham                             |
| Raquel Kops-Jones       | 2      | Stanford, Carlsbad                              |
| Abigail Spears          | 2      | Stanford, Carlsbad                              |
| Shuko Aoyama            | 2      | Kuala Lumpur, Washington                        |
| Anastasia Rodionova     | 2      | Auckland, Québec                                |
| Chan Yung-jan           | 2      | Shenzhen, Ningbo                                |
| Xu Yifan                | 2      | Séoul, Nankin                                   |

| Joueuse                 | Début de carrière | Premier tournoi |
| ----------------------- | ----------------- | --------------- |
| Garbiñe Muguruza        | 2011              | Hobart          |
| María Teresa Torró Flor | 2012              | Hobart          |
| Lara Arruabarrena       | 2011              | Katowice        |
| Katarzyna Piter         | 2006              | Palerme         |
| Sandra Klemenschits     | 1996              | Bad Gastein     |
| Andreja Klepač          | 2004              | Bad Gastein     |
| Oksana Kalashnikova     | 2004              | Bakou           |
| Chan Chin-wei           | 2003              | Séoul           |
| Xu Yifan                | 2005              | Séoul           |
| Stephanie Vogt          | 2006              | Luxembourg      |
| Yanina Wickmayer        | 2006              | Luxembourg      |
| Caroline Garcia         | 2009              | Taïwan          |

| Joueuse        | Nombre | Titres                                                                                                |
| -------------- | ------ | --- |
| Russie         | 10     | Sydney, Indian Wells, Miami, Madrid, Roland-Garros, Nuremberg, Eastbourne, Washington, Québec, Moscou |
| Taipei chinois | 10     | Shenzhen, Kuala Lumpur, Estoril, Rome, Wimbledon, Cincinnati, Séoul, Guangzhou, Ningbo, Masters       |
| Chine          | 9      | Rome, Wimbledon, Cincinnati, New Haven, Séoul, Guangzhou, Ningbo, Masters, Nankin                     |
| Espagne        | 6      | Hobart, Florianópolis, Acapulco, Katowice, Bois-le-Duc, Båstad                                        |
| Tchéquie       | 6      | Charleston, Bruxelles, Budapest, Båstad, US Open, Linz                                                |
| Japon          | 6      | Pattaya, Kuala Lumpur, Monterrey, Strasbourg, Washington, Nankin                                      |
| France         | 6      | Memphis, Charleston, Estoril, Palerme, Osaka, Taïwan                                                  |
| Hongrie        | 5      | Bogota, Monterrey, Marrakech, Suzhou, Tachkent                                                        |
| Inde           | 5      | Brisbane, Dubaï, New Haven, Tokyo, Pékin                                                              |
| Australie      | 5      | Auckland, Pattaya, Birmingham, Québec, Moscou                                                         |
| Italie         | 4      | Australian Open, Paris, Doha, Osaka                                                                   |
| Slovénie       | 4      | Sydney, Miami, Eastbourne, Bad Gastein, Toronto                                                       |
| États-Unis     | 4      | Brisbane, Dubaï, Stanford, Carlsbad                                                                   |
| Kazakhstan     | 4      | Memphis, Florianópolis, Tachkent, Taïwan                                                              |
| Luxembourg     | 3      | Bogota, Monterrey, Marrakech                                                                          |
| Zimbabwe       | 3      | Auckland, Tokyo, Pékin                                                                                |
| Roumanie       | 2      | Nuremberg, Bois-le-Duc                                                                                |
| Allemagne      | 2      | Stuttgart, Bruxelles                                                                                  |
| Colombie       | 1      | Cali                                                                                                  |
| Afrique du Sud | 1      | Strasbourg                                                                                            |
| Pologne        | 1      | Palerme                                                                                               |
| Autriche       | 1      | Bad Gastein                                                                                           |
| Ukraine        | 1      | Bakou                                                                                                 |
| Géorgie        | 1      | Bakou                                                                                                 |
| Serbie         | 1      | Toronto                                                                                               |
| Pays-Bas       | 1      | Suzhou                                                                                                |
| Liechtenstein  | 1      | Luxembourg                                                                                            |
| Belgique       | 1      | Luxembourg                                                                                            |

Note : Un titre remporté par une paire du même pays ne fait qu'un titre.

## Principaux retraits du circuit
- Ágnes Szávay
- Rebecca Marino
- Séverine Beltrame
- Anne Keothavong[9]
- Marion Bartoli[10],[11]
- Nuria Llagostera Vives